# 8055 Arnim
A 8055 Arnim (ideiglenes jelöléssel 5004 P-L) a Naprendszer kisbolygóövében található aszteroida. Cornelis Johannes van Houten, Ingrid van Houten-Groeneveld és Tom Gehrels fedezte fel 1960. október 17-én.